# Wendy Fraser
Wendy Fraser, née le 23 avril 1963 à Bukoba en Tanzanie, est une joueuse britannique de hockey sur gazon.
Elle fait partie de l'équipe de Grande-Bretagne de hockey sur gazon féminin médaillée de bronze des Jeux olympiques de 1992 à Barcelone.